# Contea di Fauquier
La contea di Fauquier (in inglese Fauquier County) è una contea dello Stato della Virginia, negli Stati Uniti. La popolazione al censimento del 2000 era di 55 139 abitanti. Il capoluogo di contea è Warrenton.